# Kotkabanan
| Unknown BSicon "ABZg+l" |

| Station on track |

| Unknown BSicon "ABZgl" |

| Station on track |

| Station on track |

| Non-passenger station/depot on track |

| Unknown BSicon "ABZgl" |

| Stop on track |

| Station on track |

| Unknown BSicon "ABZgl" |

| Stop on track |

| Stop on track |

| Unknown BSicon "ABZgr" |

| Station on track |

| End stop |

| Unknown BSicon "ABZg+l" |

| Station on track |

| Unknown BSicon "ABZgl" |

| Station on track |

| Station on track |

| Non-passenger station/depot on track |

| Unknown BSicon "ABZgl" |

| Stop on track |

| Station on track |

| Unknown BSicon "ABZgl" |

| Stop on track |

| Stop on track |

| Unknown BSicon "ABZgr" |

| Station on track |

| End stop |

Kotkabanan är en del av det finländska järnvägsnätet och sträcker sig från Kouvola till Kotka hamn. Banans längd är 52 km och den blev färdig 1890.